# 8th Screen Actors Guild Awards
8th SAG Awards

9. marts 2002
Best Cast - Motion Picture:

Gosford Park
Best Cast - Drama Series:

The West Wing
Best Cast - Comedy Series:

Sex and the City
8th Screen Actors Guild Awards – den 8. årlige uddeling af skuespillerprisen Screen Actors Guild Awards – blev afholdt den 9. marts 2002.

## Vindere

### Film
Tekst mangler, hjælp os med at skrive teksten

### Outstanding Actor
Russell Crowe – A Beautiful Mind 
- Sean Penn – I Am Sam
- Tom Wilkinson – In the Bedroom
- Denzel Washington – Training Day
- Kevin Kline – Life as a House

### Outstanding Actress
Halle Berry – Monster's Ball 
- Renée Zellweger – Bridget Jones' Diary
- Sissy Spacek – In the Bedroom
- Judi Dench – Iris
- Jennifer Connelly – A Beautiful Mind

### Outstanding Supporting Actor
Ian McKellen – Ringenes Herre - Eventyret om Ringen
- Jim Broadbent – Iris
- Ben Kingsley- Sexy Beast
- Ethan Hawke – Training Day
- Hayden Christensen – Life as a House

### Outstanding Supporting Actress
Helen Mirren – Gosford Park 
- Cate Blanchett – Bandits
- Dakota Fanning – I Am Sam
- Judi Dench – The Shipping News
- Cameron Diaz – Vanilla Sky

### Outstanding Cast
Gosford Park
Eileen Atkins
Alan Bates
Michael Gambon
Helen Mirren
Clive Owen
Ryan Phillippe
Kristin Scott Thomas
Maggie Smith
Emily Watson
- A Beautiful Mind
- In the Bedroom
- Ringenes Herre - Eventyret om Ringen
- Moulin Rouge!

### Fjernsyn
Tekst mangler, hjælp os med at skrive teksten

### Outstanding Actor – Drama Series
Martin Sheen – The West Wing
- Richard Dreyfuss, The Education of Max Bickford
- Dennis Franz, NYPD Blue
- Peter Krause, Six Feet Under
- James Gandolfini, The Sopranos

### Outstanding Actor – Comedy Series
Sean Hayes – Will & Grace
- Peter Boyle, Everybody Loves Raymond
- Ray Romano, Everybody Loves Raymond
- Kelsey Grammer, Frasier
- David Hyde Pierce, Frasier

### Outstanding Actor – Television Movie or Miniseries
Ben Kingsley – Anne Frank: The Whole Story
- Gregory Hines, Bojangles
- Alan Alda, Club Land
- Richard Dreyfuss, The Day Reagan Was Shot
- James Franco, James Dean

### Outstanding Actress – Drama Series
Allison Janney – The West Wing 
- Lauren Graham, Gilmore Girls
- Tyne Daly, Judging Amy
- Lorraine Bracco, The Sopranos
- Edie Falco, The Sopranos
- Stockard Channing, The West Wing

### Outstanding Actress – Comedy Series
Megan Mullally – Will & Grace 
- Patricia Heaton, Everybody Loves Raymond
- Jennifer Aniston, Friends
- Kim Cattrall, Sex and the City
- Sarah Jessica Parker, Sex and the City

### Outstanding Actress – Television Movie or Miniseries
Judy Davis – Life with Judy Garland: Me and My Shadows
- Sissy Spacek, Midwives
- Anjelica Huston, The Mists of Avalon
- Angela Bassett, Ruby's Bucket of Blood
- Emma Thompson, Wit

### Outstanding Ensemble – Drama Series
The West Wing 
Stockard Channing
Dulé Hill
Allison Janney
Rob Lowe
Janel Moloney
Richard Schiff
Martin Sheen
John Spencer
Bradley Whitford
- CSI: Crime Scene Investigation
- Law & Order
- Six Feet Under
- The Sopranos

### Outstanding Performance by an Ensemble in a Comedy Series
Sex and the City 
Kim Cattrall
Kristin Davis
Cynthia Nixon
Sarah Jessica Parker
- Everybody Loves Raymond
- Frasier
- Friends
- Will & Grace

### Life Achievement Award
Screen Actors Guild Awards 41st Annual Life Achievement Award:
Ed Asner